# Sołunska Gława

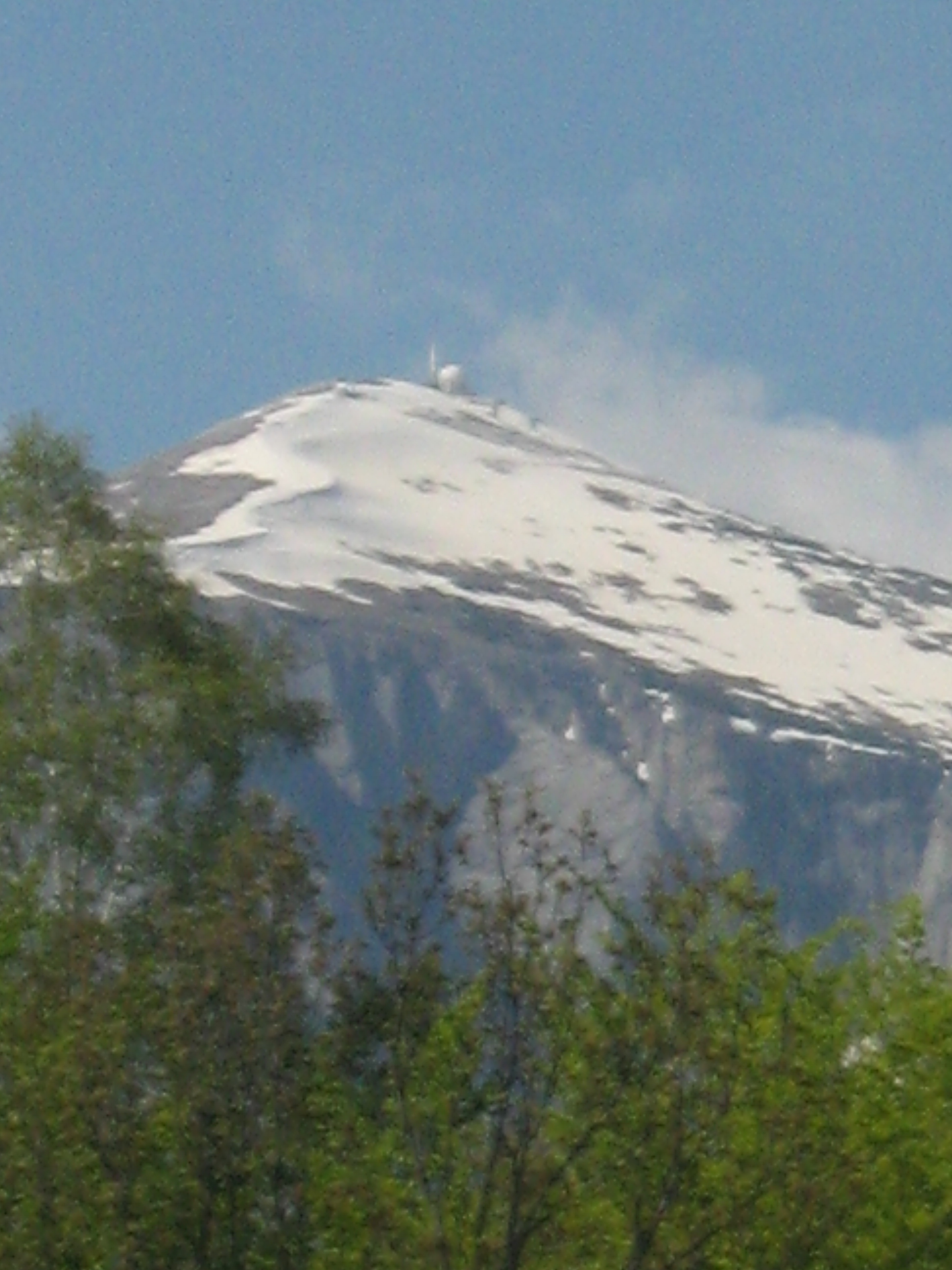
Widok na górę Sołunska Gława w górach Jakupica, znad wsi Papradiszte

Sołunska Gława (maced. Солунска Глава) – szczyt górski w Macedonii Północnej w górach Jakupica, części największego macedońskiego masywu górskiego, Mokrej Płaniny, o wysokości 2 540 m. Między turystami górskimi jest znana pod nazwą Pępek Macedonii Północnej. Położony jest w środkowej części gór, gdzie zbiegają się ich główne części – Jakupica, Karadżica, Dautica i Sałakowa Płanina i jest ważnym węzłem orograficznym.
W pogodne i jasne dni z Sołunskiej Gławy ma być widoczne miasto Sołuń (Saloniki) w Grecji i stąd pochodzi nazwa szczytu (Sołuńska Głowa).
Wejść na szczyt można ze schroniska Czeples (nad wsią Papradiszte) albo ze schroniska Karadżica.

## Turystyka górska
Jeśli się korzysta ze schroniska Czeples jako z punktu wyjściowego, można wejść na szczyt Sołuńskiej Gławy, o wysokości ponad 2 539 m. Trzeba około 3 godzin marszu przy dobrych warunkach pogodowych w okresie letnim. Możliwe są szybkie zmiany warunków pogodowych, z których to przyczyn wejście na szczyt zaleca się doświadczonym turystom albo w zorganizowanych grupach, w których są doświadczeni turyści górscy. Jeśli korzysta się jako z punktu wyjściowego schroniska Karadżica, wejście na szczyt trwa około 5 godzin.
Jako możliwe szlaki na szczyt Sołuńskiej Gławy turyści korzystają z następujących tras:
- Trasa Czeples – Sołunska Gława – Ubawa – Patiszka reka – Skopje. Około 8 godzin marszu.
- Trasa Czeples – Sołunska Gława – schronisko górskie Karadżica. 8 godzin marszu

### Wejścia alpinistyczne w Neżiłowskich Karpach (południowa ściana Sołunskiej Gławy)
Sołunska Gława od swojej południowej strony jest znaczącym obiektem alpinistycznym, amfiteatrem o szerokości około 5 km i wysokości do koło 700 m. Na południowej skale wyróżniają się dwie części: wschodnia ściana, która jest mniejsza i nie tak jednorodna i ściana południowa, która jest większa, około 700 m i znacznie bardziej jednorodna i kompaktowa. Ściana składa się z wapienia z domieszkami. Jako taka jest dość krucha i w wielu miejscach jest gęsto obrośnięta trawą. Pęknięcia do postawienia zabezpieczenia są dość ciasne i płytkie, nawet i czasem w ogóle ich nie ma. W Neżiłowskich Karpach (Нежиловските Карпи) mogą wspinać się dobrze przygotowani alpiniści, dlatego że jest też dość trudny dostęp; miejsce znajduje się dość daleko od cywilizacji, na skale jest dużo pozostawionych stałych elementów; skała jest dość krucha, prawie nie ma możliwości zabezpieczenia.